# Élections en France sous le Second Empire

## Chronologie des élections par année

### Législatives
- Élections législatives françaises de 1852
- Élections législatives françaises de 1857
- Élections législatives françaises de 1863
- Élections législatives françaises de 1869

### Cantonales
- Élections cantonales françaises de 1855[1]
- Élections cantonales françaises de 1858
- Élections cantonales françaises de 1861
- Élections cantonales françaises de 1864
- Élections cantonales françaises de 1867
- Élections cantonales françaises de 1870

### Municipales
- Élections municipales françaises de 1855
- Élections municipales françaises de 1860
- Élections municipales françaises de 1865
- Élections municipales françaises de 1870

### Plébiscites
- Plébiscite national des 20 et 21 décembre 1851
- Plébiscite national des 21 et 22 novembre 1852
- Plébiscite local des 15 et 16 avril 1860
- Plébiscite local des 22 et 23 avril 1860
- Plébiscite national du 8 mai 1870